# Herpetogramma cervinicosta
Herpetogramma cervinicosta is een vlinder uit de familie van de grasmotten (Crambidae), uit de onderfamilie van de Spilomelinae. De wetenschappelijke naam van deze soort is voor het eerst gepubliceerd in 1918 door George Francis Hampson.
De spanwijdte bij het mannetje bedraagt 32 millimeter, bij het vrouwtje 28 millimeter.
De soort komt voor in Honduras en Colombia.